# تشاد كروجر
تشاد كروجر مغني وكاتب وعازف كندي ومؤسس فرقة نيكيلباك للهارد روك، ويعتبر من روادها بالأضافة إلى كونه مغنياً فقد ظهر أيضا كضيف عازف
موسيقي في العديد من البرامج التلفزيونية وقد كتب العديد من الكلمات لعدة مغنين ولعدة أفلام كذلك. تشاد هو مؤلف مقطع هيرو في فيلم سبايدر مان.
كان متزوج من آفريل لافين.

## حياته الخاصة
ولد تشاد في ال 15 من نوفمبر عام 1974 واسمه الحقيقي تشار روبرت تورتون، غير اسمه الأخير إلى اسم أخيه غير الشقيق، تعلم عزف الإيتار وحده عندما كان في الثالثة عشر من عمره، وقد كان متقلب في فترة مراهقته لذلك بقي عدة مرات في مركز للتقويم أثناء فترة مراهقته.

## وصلات خارجية
- تشاد كروجر على موقع IMDb (الإنجليزية)
- تشاد كروجر على موقع ميوزك برينز (الإنجليزية)
- تشاد كروجر على موقع إن إن دي بي (الإنجليزية)
- تشاد كروجر على موقع أول ميوزيك (الإنجليزية)
- تشاد كروجر على موقع ديسكوغز (الإنجليزية)
- تشاد كروجر على موقع قاعدة بيانات الفيلم (الإنجليزية)